# Derolus glauciapicalis
Derolus glauciapicalis là một loài bọ cánh cứng trong họ Cerambycidae.